# Menemerus proximus
Menemerus proximus là một loài nhện trong họ Salticidae.
Loài này thuộc chi Menemerus. Menemerus proximus được Pelegrin Franganillo-Balboa miêu tả năm 1935.